# Пирх, Карл Карлович
Барон Карл Карлович Пирх (нем. Karl von Pirch; 11 марта 1788 — 9 января 1822) — командир лейб-гвардии Преображенского полка (1820—1822), участник Отечественной войны 1812 года и Заграничного похода русской армии 1813—1814 годов.

## Биография
Старший из двух сыновей барона Карла фон Пирха Старшего, который в 1780-х годах переселился из Германии в Россию. Его младший брат — Альберт Пирх (1791—1853), генерал-майор (1820) и казанский гражданский губернатор (1830—1831).
В 1799 году Карл и его брат Альберт был зачислен в 1-й кадетский корпус. В сентябре 1805 года он поступил прапорщиком в Преображенский лейб-гвардии полк. Один из офицеров-преображенцев С. П. Шипов впоследствии вспоминал: «Из числа товарищей моих я имел весьма немного коротких приятелей, людей умных и образованных; из них наиболее сблизился я с бароном Карлом Карловичем Пирхом 1-м, человеком во всех отношениях отличным».
В 1807 году в кампании против французов Пирх участвовал в битве при Гейльсберге. Позднее был произведен в подпоручики (1808) и поручики (1810).
В 1812 году Пирх участвовал в Отечественной войне. 26 августа того же года поручик Пирх принял участие в Бородинском сражении, за которое получил в награду Орден Святой Анны 3-й степени «За храбрость». Участвовал в Заграничном походе русской армии 1813—1814 годов, где принимал участие в битвах при Лютцене, Бауцене и Кульме.
В 1813 году — штабс-капитан, а в сентябре того же года был произведен в капитаны. За битвы при Лютцене и Бауцене был награждён Орденом Святого Владимира 4-й степени с бантами, за Кульмское сражение — Орденом Святой Анны 2-й степени с алмазами.
В 1816 году Пирх получил чин полковника. Был награждён медалью «В память Отечественной войны 1812 года», прусскими орденами Железный крест (1817) и «За заслуги» (1819).
9 апреля 1820 года он назначен флигель-адъютантом и командиром Преображенского лейб-гвардии полка. 20 сентября 1821 года Карл Карлович Пирх был пожалован в генерал-майоры. Умер в Видзах в возрасте 33 лет.
Послужной список: прапорщик (1807), подпоручик (1808), поручик (1810), штабс-капитан (1813), капитан (1813), полковник (1816), генерал-майор (1821).

## Семья

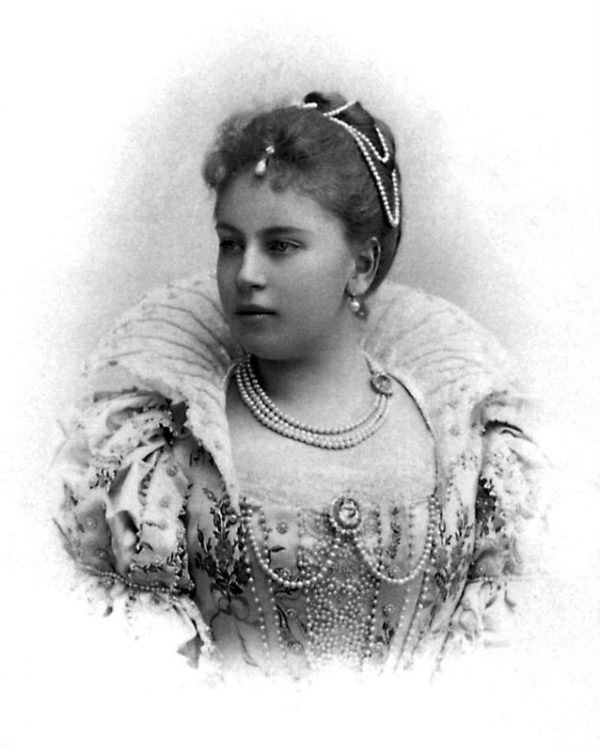
Дочь, Софья Карловна Пирх

Жена — Софья Платоновна Платонова (1800—1880), внебрачная дочь светлейшего князя П. А. Зубова, последнего фаворита императрицы Екатерины Великой. Получила приданое в виде замка Раудан под Тильзитом. В середине XIX века Софья Платоновна придала этому замку его современный вид. Овдовев, вышла замуж за П. С. Кайсарова. Дети:
- Софья Карловна (14.06.1817[1]—1894), крещена 19 июня 1817 года в церкви Входа Господня во Иерусалим при восприемстве графа Д. А. Зубова и баронессы Е. Д. Розен; замужем за писателем Львом Николаевичем Вакселем (1811—1885). Внук — Платон Львович Ваксель (1844—1919) — тайный советник (1904), музыкальный критик и коллекционер.
- Ольга Карловна (1819—15.09.1870[2]), замужем за шталмейстером двора Н. П. Хрущовым; умерла от рака в Женеве, похоронена в Петербурге.
- Платон Карлович (1822—26.12.1840[3]), умер от нервической горячки, похоронен в  Сергиевской пустыни.